# Supercopa Maltesa
A Supercopa Maltesa é uma competição futebolística na qual se enfrentam em um jogo único os campeões da Campeonato Maltês de Futebol e da Copa de Malta.
Ao todo, o maior campeão é o Valletta com 13 títulos.

## Vencedores e finalistas
| Temporada | Vencedor         | Placar                  | Vice             | Local                      |
| --------- | ---------------- | ----------------------- | ---------------- | -------------------------- |
| 1985      | Rabat Ajax       | 2–0                     | Żurrieq          | National Stadium, Ta' Qali |
| 1986      | Rabat Ajax       | 4-2                     | Hibernians       | National Stadium, Ta' Qali |
| 1987      | Ħamrun Spartans  | 3-0                     | Valletta         | National Stadium, Ta' Qali |
| 1988      | Ħamrun Spartans  | 1-0 (a.e.t.)            | Sliema Wanderers | National Stadium, Ta' Qali |
| 1989      | Ħamrun Spartans  | 3–3 (a.e.t.) 7–6 (pen.) | Sliema Wanderers | National Stadium, Ta' Qali |
| 1990      | Valletta         | 3–0                     | Sliema Wanderers | National Stadium, Ta' Qali |
| 1991      | Ħamrun Spartans  | 1–1 (a.e.t.) 6–5 (pen.) | Valletta         | National Stadium, Ta' Qali |
| 1992      | Ħamrun Spartans  | 2–0                     | Valletta         | National Stadium, Ta' Qali |
| 1993      | Floriana         | 4-1                     | Valletta         | National Stadium, Ta' Qali |
| 1994      | Hibernians       | 2–2 (a.e.t.) 5–4 (pen.) | Floriana         | National Stadium, Ta' Qali |
| 1995      | Valletta         | 2–2 (a.e.t.) 6–5 (pen.) | Hibernians       | National Stadium, Ta' Qali |
| 1996      | Sliema Wanderers | 0–0 (a.e.t.) 3–2 (pen.) | Valletta         | National Stadium, Ta' Qali |
| 1997      | Valletta         | 5-2                     | Birkirkara       | National Stadium, Ta' Qali |
| 1998      | Valletta         | 2–0                     | Hibernians       | National Stadium, Ta' Qali |
| 1999      | Valletta         | 2-1                     | Birkirkara       | National Stadium, Ta' Qali |
| 2000      | Sliema Wanderers | 3-0                     | Birkirkara       | National Stadium, Ta' Qali |
| 2001      | Valletta         | 2-1                     | Sliema Wanderers | National Stadium, Ta' Qali |
| 2002      | Birkirkara       | 1–0 (a.e.t.)            | Hibernians       | National Stadium, Ta' Qali |
| 2003      | Birkirkara       | 2–0                     | Sliema Wanderers | National Stadium, Ta' Qali |
| 2004      | Birkirkara       | 3–1 (a.e.t.)            | Sliema Wanderers | National Stadium, Ta' Qali |
| 2005      | Birkirkara       | 3-0                     | Sliema Wanderers | National Stadium, Ta' Qali |
| 2006      | Birkirkara       | 1–0                     | Hibernians       | National Stadium, Ta' Qali |
| 2007      | Hibernians       | 3-1                     | Marsaxlokk       | National Stadium, Ta' Qali |
| 2008      | Valletta         | 2–0                     | Birkirkara       | National Stadium, Ta' Qali |
| 2009      | Sliema Wanderers | 1-0                     | Hibernians       | National Stadium, Ta' Qali |
| 2010      | Valletta         | 3–2 (a.e.t.)            | Birkirkara       | National Stadium, Ta' Qali |
| 2011      | Valletta         | 3-0                     | Floriana         | National Stadium, Ta' Qali |
| 2012      | Valletta         | 3–1                     | Hibernians       | National Stadium, Ta' Qali |
| 2013      | Birkirkara       | 3–3                     | Hibernians       | National Stadium, Ta' Qali |
| 2014      | Birkirkara       | 2-1                     | Valletta         | National Stadium, Ta' Qali |
| 2015      | Hibernians       | 2–1                     | Birkirkara       | National Stadium, Ta' Qali |
| 2016      | Valletta         | 2-1                     | Sliema Wanderers | National Stadium, Ta' Qali |
| 2017      | Floriana         | 1–0                     | Hibernians       | National Stadium, Ta' Qali |
| 2018      | Valletta         | 2–1                     | Balzan           | National Stadium, Ta' Qali |
| 2019      | Valletta         | 2–1                     | Balzan           | National Stadium, Ta' Qali |